# Robots and Empire
Robots and Empire (em português:Os Robôs e o Império) é um livro de ficção científica de Isaac Asimov, publicado em 1985, o quarto e último livro da série "Robôs".
Robots and Empire é parte da consolidação de suas três maiores séries de ficção científica: a série dos Robôs, a série Império Galáctico e a série da Fundação (Asimov também realizou essa unificação em seu livro Limites da Fundação e suas continuações, deste modo unificando às três séries de ficção em um único futuro histórico).
No livro, Asimov descreve a transição de sua Via Láctea no começo, habitada por ambos humanos e robôs positrônicos, para seu Império Galático. A Galáxia, em sua primeira trilogia da série dos Robôs, é dominada por uma mistura de sociedades humano-robóticas nos cinquenta planetas dos Spacers, dispersos por uma extensa parte da Galáxia. Quanto à Terra, é muito mais populosa do que todos os planetas Spacers combinados. Os seus habitantes são menosprezados pelos Spacers e tratados como cidadãos de segunda classe. Por muito tempo, os Spacers proibiram imigração de pessoas vindas da Terra. E mais tarde, o Império Galático é povoado por quatrilhões de seres humanos em centenas de milhares de planetas; e por pouquíssimos robôs (tais como R. Daneel Olivaw). Até a tecnologia para manter e atualizar os robôs, existe somente em poucos planetas remotos (Daneel passa por uma dessas atualizações, especialmente em seu cérebro positrônico, por um período de mais de dez mil anos). Por esse motivo, o livro tenta descrever como à série dos Robôs, por fim, se conecta à série Império Galático.

## Resumo do enredo
O terráqueo Elijah Baley (o herói detetive dos livros anteriores da série), morreu aproximadamente dois séculos antes. Durante esses dois séculos, os terráqueos superaram sua Agorafobia e retomaram a colonização espacial, usando veículos à velocidade da luz para chegar a planetas distantes além dos planetas Spacers do começo. Seus habitantes, que se denominam "Settlers" (colonizadores), reverenciam a Terra como seu mundo natal.
A memória de Baley se mantém na mente de sua antiga amante, Gladia Delmarre, uma "Spacer". É descoberto que Solaria, o mundo natal de Gladia, e o 50° planeta Spacer, está sem habitantes, exceto por milhões de robôs criados. Um descendente de Baley da sétima geração, R. Giskard (D.G.) Baley, consegue à ajuda de Gladia em visitar Solaria, para explicar a destruição de várias naves espaciais dos "Settlers" que aterrissaram lá, e também para capturar os robôs abandonados. Gladia está acompanhada dos robôs positrônicos, R. Daneel Olivaw e Giskard Reventlov (que tem poderes telepáticos secretos, e somente R. Daneel sabe disso): ambos eram propriedade de Han Fastolfe, que deixou eles para Gladia em seu testamento.
Ao mesmo tempo, Daneel e Giskard estão envolvidos em uma luta de perspicácia com os rivais de Fastolfe: os roboticistas Kelden Amadiro e Vasilia Aliena, a filha alienada de Fastolfe. Frustrado por por uma série de falhas, Amadiro aceita um aprendiz ambicioso e sem escrúpulos, Levular Mandamus, que planeja destruir a população da Terra com uma arma que acaba de ser desenvolvida, um "intensificador nuclear", que acelera o declínio radioativo na crosta terrestre superior, desse modo, tornando a superfície da Terra radioativa. R. Daneel e Giskard descobrem o plano do roboticista, e tentam pará-lo; mas são impedidos por causa da Primeira Lei da Robótica,
"Um robô não pode fazer mal a um ser humano, ou por inatividade, permitir que um humano sofra algum mal"
que previne eles de atacarem diretamente Amadiro. Enquanto isso, Daneel formula uma lei adicional, Lei Zero da Robótica:
"Um robô não pode fazer mal à humanidade, ou por inatividade, permitir que ela sofra algum mal."
que talvez possibilitam eles a derrotar Amadiro. Quando Vasilia acusa Giskard de telepatia (mais cedo, criada por ela mesma), ele é compelido à manipular a mente dela para fazê-la esquecer sobre seus poderes telepáticos. Os dois robôs localizam Amadiro e Mandamus na Terra, em Three Mile Island, na Pensilvânia. Depois que Amadiro admite seus planos, Giskard altera o cérebro de Amadiro (usando a recém criada Lei Zero); mas fazendo isso, ele ameaça sua própria mente.
Sozinho com os robôs, Mandamus reivindica que suas intenções eram de extrair a catástrofe radioativa por muitas décadas, em vez de em alguns anos, como Amadiro queria, e, acreditando ser isso o melhor para a humanidade, Giskard permite que Mandamus faça isso (resultando na situação retratada em Pebble in the Sky), e priva Mandamus da memória de ter feito isso. Giskard prevê, corretamente que, forçando as pessoas a deixarem à Terra, o vigor será reintroduzido na humanidade e os novos "Settlers" irão povoar o espaço até todos os governos das colônias estelares formarem o "Império Galático". Sob o stress de mudar o curso da humanidade (contra a Primeira Lei e a Lei Zero), Giskard sofre um defeito em seu cérebro positrônico que se tornará fatal, e confere sua habilidade telepática sobre Daneel.

## Livro
Em suas memórias, I. Asimov (1994), Asimov explica que seguido ao seu sucesso comercial e crítico com Os Robôs do Amanhecer, ele decidiu escrever Os Robôs e o Império com a intenção de tornar Daneel "o verdadeiro herói da série", no protagonista do livro; e que Os Robôs e o Império criariam uma ponte para os livros posteriores de sua história futura. Sobre esse segundo objetivo, Asimov disse que ele foi persuadido contra isso por Lester del Rey e Judy-Lynn del Rey, seus amigos de longa data e editores da Del Rey Books, que pensaram que os fãs da série de livros de Asimov prefeririam que ele mantivesse os universos de Os Robôs e o Império e Fundação, separados. Por outro lado, seus editores da Doubleday Books — sua editora de livros de capa dura — encorajaram ele à fazer o que ele sentisse que fosse o melhor. À partir disso, Asimov procedeu com seus planos de unificar às duas séries.
Asimov escreveu Os Robôs e o Império de uma forma não linear (outros exemplos de estruturas de enredo não lineares podem ser achados em Os Próprios Deuses e Nemesis). Flashbacks dos principais personagens se alternam com a trama do presente. A estória começa com o planeta Spacer de Aurora, onde o centro da conspiração de Amadiro está se desenvolvendo. Enquanto isso, a bordo de uma nave estelar, Gladia, Daneel e Giskard visitam os planetas Solaria e Baleyworld (antes chamado de Comporellon) antes de voltar para à Terra, onde o clímax do livro acontece.
Asimov usou este itinerário de pular planetas notavelmente na maioria dos volumes da série da Fundação e Fundação e Império dali em diante. Ao contrário dos métodos de estórias de detetive dos livros anteriores da série Robôs, onde Baley reúne as pistas do crime que foi cometido, em Os Robôs e o Império, uma conspiração assassina desenvolvida contra à Terra, e sua descoberta pelos robôs, acompanhando o ritmo de um ao outro até a confrontação final com Amadiro na Terra. Então, os robôs tem poucos momentos de sobra para acabar com o plano maléfico de Amadiro, de uma morte rápida para todos os terráqueos.
Assim como existe uma ligação entre as duas séries numa estória futura única, o livro atual serve para endereçar o criticismo contra uma Terra muito radioativa, como apresentada em 827 Era Galáctica e mencionada em muitos outros livros. Embora não explicitamente declarada, havia uma clara implicação do mundo sendo quase todo radioativo e os humanos sobrevivendo precariamente em áreas não contaminadas, que foi o resultado de uma guerra nuclear centenas de anos antes do estória do livro. Isso teria feito de 827 Era Galáctica, parte do subgênero de pós-guerra que era comum nos anos 50. Foi, contudo, apontada por críticos que tal uso extensivo de armas nucleares deixaria uma radiação persistente e generalizada mesmo após séculos, e teria destruído completamente todo tipo de vida na Terra no momento em que fossem detonadas. Portanto, no livro atual Asimov forneceu uma origem diferente para o futuro radioativo da Terra.